# Cifuentes (Cuba)
Cifuentes è un comune di Cuba, situato nella provincia di Villa Clara.